# Renaissance ottonienne
Vous lisez un « article de qualité » labellisé en 2009.
Pour les articles homonymes, voir Renaissance (homonymie).

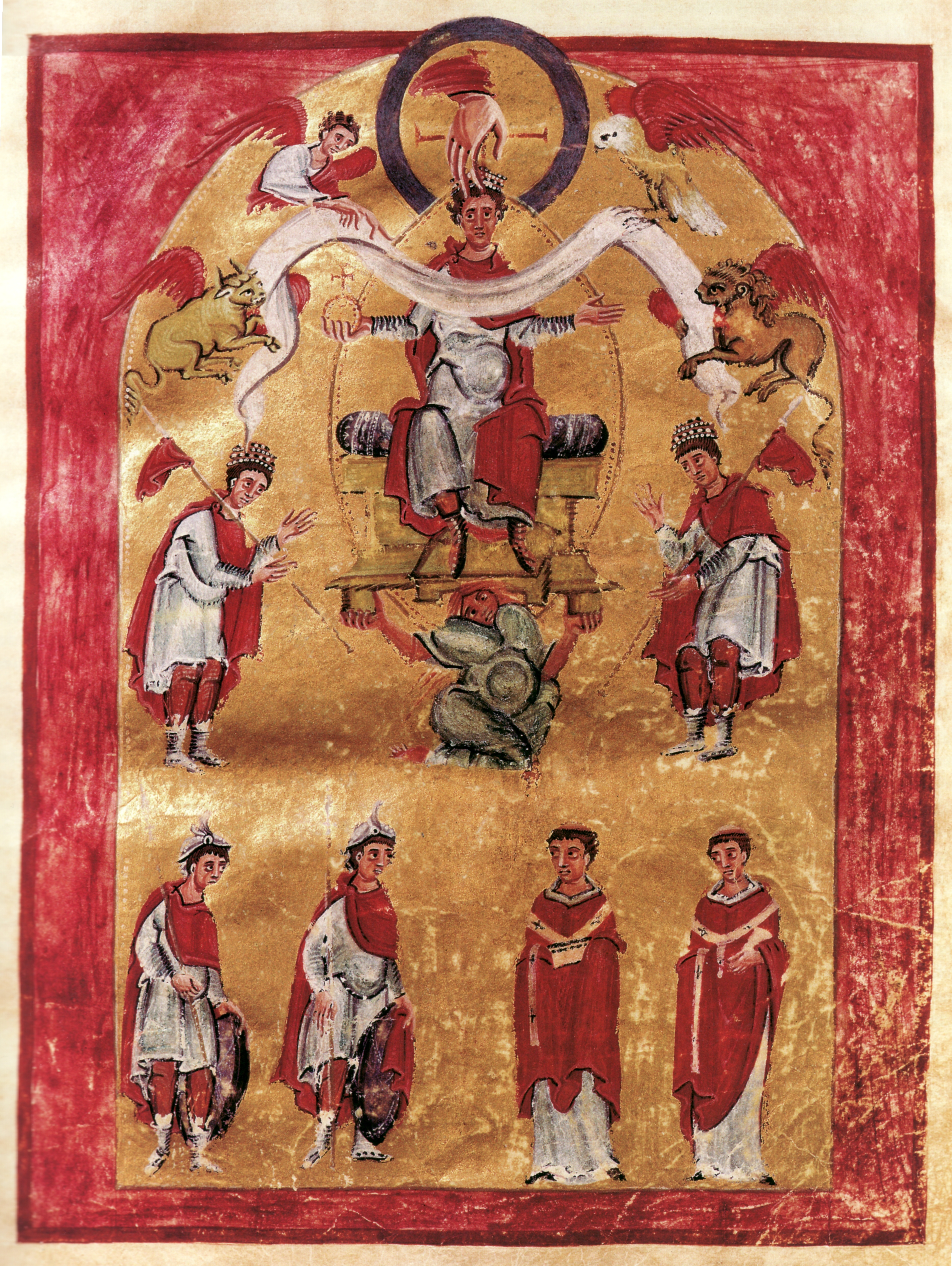
Otton II, évangéliaire de Liuthar (folio 16r), Reichenau, fin Xe siècle.

La renaissance ottonienne, également qualifiée de « renaissance (ou renouveau) du Xe siècle (ou de l'an mille) », est une période médiévale de renouveau culturel de l'Occident chrétien, qui s'étend du début du Xe siècle aux environs de l'an 1030.
Cette période est caractérisée par une indéniable vitalité culturelle, en particulier grâce à l'activité des écoles en Germanie et, de manière plus hétérogène, sur l'ensemble du continent européen. Dominée par les deux figures intellectuelles majeures que sont Abbon de Fleury et Gerbert d'Aurillac, elle livre également un héritage artistique (livres enluminés) et architectural notable.
Plus limité que la renaissance carolingienne qui le précède, et indissociable de cette dernière, le renouveau ottonien conclut également le long essor de l'enseignement au Moyen Âge, du VIe siècle au XIe siècle, avant l'épanouissement culturel de la Renaissance du XIIe siècle.

## Historiographie
Pour un article plus général, voir Renaissances médiévales.

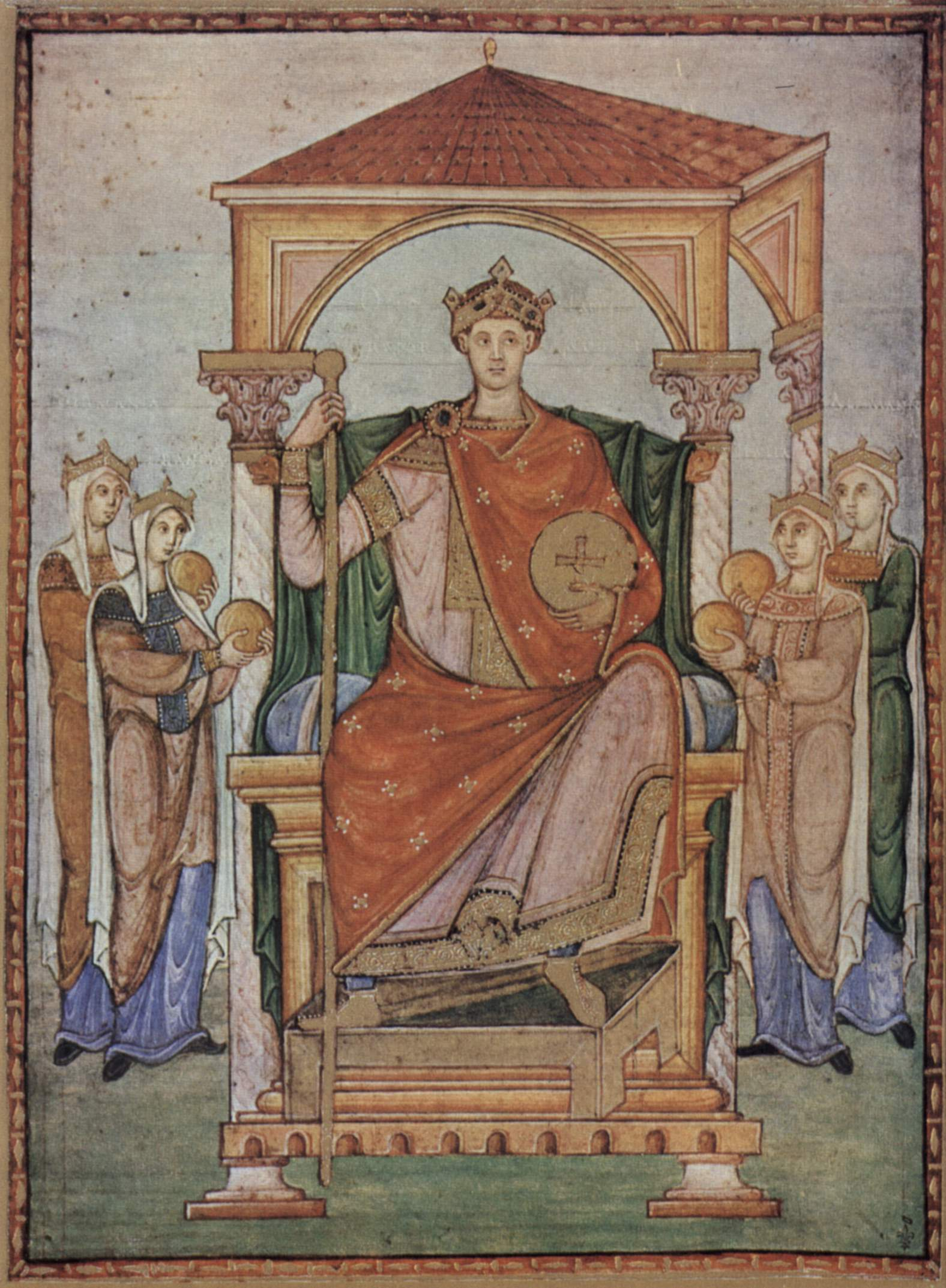
Otton II, Registrum Gregorii, Trèves, vers 985, 27 × 20 cm, Chantilly, Musée Condé.

C'est l'historien allemand Hans Naumann qui le premier utilise le concept de « Renaissance » pour caractériser la période ottonienne. Plus exactement, son ouvrage publié en 1927 regroupe sous ce terme les périodes carolingienne et ottonienne sous le titre Karolingische und ottonische Renaissance (La renaissance carolingienne et ottonienne).
Cette « renaissance ottonienne » est également évoquée sous le nom de « renaissance du Xe siècle » pour en considérer les manifestations hors de Germanie, ou de « renouveau de l'an mille », puisqu'elle mord sur le XIe siècle. Elle est en tout état de cause plus limitée que le renouveau carolingien, et constitue surtout la prolongation de ce dernier ; ce qui pousse par exemple Pierre Riché à préférer l'évocation d'une « Troisième renaissance carolingienne » couvrant le Xe siècle et débordant sur le XIe siècle, les deux premières étant intervenues lors du règne de Charlemagne proprement dit, et sous ses successeurs.

## Préalables

### L'héritage carolingien

#### Suites de la renaissance carolingienne
Le renouveau du Xe siècle ne peut être considéré indépendamment de la renaissance carolingienne. Grâce à Charlemagne et à ses successeurs (particulièrement Louis le Pieux et Charles le Chauve), l'Occident chrétien connaît en effet une période exceptionnelle de renouveau culturel de la fin du VIIIe siècle à la fin du IXe siècle. Ce renouveau se manifeste d'abord dans le monde des écoles, grâce à une législation scolaire ambitieuse dès l'Admonitio generalis de 789 et à un dense réseau de foyers d'études. L'autre manifestation majeure du renouveau carolingien est la culture de cour, fort vivace à Aix-la-Chapelle où certains évoquent une « Académie palatine », mais aussi auprès de divers princes et évêques soucieux de s'attirer des lettrés compétents.
On ne remarque pas de rupture majeure qui marquerait la fin du renouveau carolingien. Le développement culturel de l'Occident chrétien est en effet peu affecté par le partage de Verdun de 843 et les invasions vikings : la partition de l'Empire n'a finalement que peu de conséquences sur la vie scolaire et intellectuelle. Tout au plus peut-on constater un simple ralentissement du développement des écoles. La renaissance ottonienne se situe sans conteste dans la lignée de l'œuvre culturelle des Carolingiens.

#### Le royaume de Germanie, les Ottoniens et larenovatio imperii
Lorsqu'en 936 Otton Ier se fait sacrer à Aix-la-Chapelle, il indique clairement qu'il se considère comme le successeur de Charlemagne. Le retour à la tradition carolingienne constitue de fait le principal objectif d'Otton, illustré le 2 février 962 par son couronnement impérial à Rome, par Jean XII. Sans titulaire depuis la mort de Bérenger Ier d'Italie en 924, la couronne impériale renforce le prestige dû aux conquêtes d'Otton à l'est de la Germanie et en Italie. Le rêve de la restauration de l'Empire (renovatio imperii) est ranimé par Otton qui prend le titre d’Imperator Augustus, et par ses successeurs Otton II (qui préfère le titre d’Imperator Romanorum) et Otton III.
La restauration impériale n'est pas seulement une réalisation politique, mais également culturelle et religieuse. Les lettrés protégés par les Ottoniens ne manquent pas de glorifier le programme de la renovatio imperii. Otton Ier, sacré à Aix et couronné à Rome, est investi d'une mission religieuse : la protection de l'Église romaine, l'entente entre les chrétiens, la lutte contre les barbares, et l'extension de la chrétienté. Cette mission demeure celle de ses successeurs, à la source de ce que l'historiographie désigne sous le nom de Saint-Empire romain germanique.

### Les moyens du renouveau

#### Réorganisation des bibliothèques

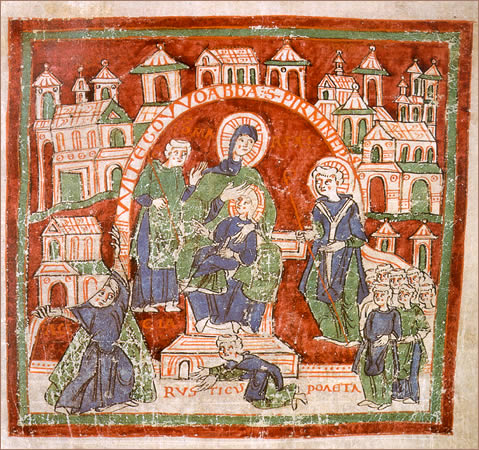
L'abbé de Reichenau Witigowo (985-997), ici représenté, permet à l'abbaye de retrouver son rang dans la production de manuscrits de luxe. Purchard, Vie de Witigowo, Reichenau, folio 72r.

Les bibliothèques créées et enrichies pendant la renaissance carolingienne grâce à l'intense activité des scriptoria sont l'objet de nouveaux développements au Xe siècle, comme en témoignent les catalogues qui nous sont parvenus. Le catalogue de Bobbio recense près de 600 œuvres, celui de Fleury presque autant. Gerbert joue un rôle important dans les acquisitions et l'inventaire de la bibliothèque de Bobbio, et consacre sa fortune à se constituer une honorable collection personnelle. D'autres lettrés du temps possèdent des bibliothèques fournies, comme Adson de Montier-en-Der qui fait établir la liste de ses livres avant de partir pour la Terre sainte où il meurt en 992 :

« Liste des livres du seigneur abbé Adson que nous avons trouvé dans son coffre après son départ pour Jérusalem.
« 1. Isagoge de Porphyre, 2. Catégories d'Aristote, 3. Catégories de saint Augustin, 4. Un livre des dix Catégories, sans auteur, 5. La Rhétorique de Tullius [le De Inventione de Cicéron], 6. Commentaire de Servius sur Virgile, 7. et 8. deux livres de Térence, 9. Un Sedulius, 10. Livre d'Ambroise sur les Sacrements, 11. Vie de saint Jean l'Aumônier, 12. Commentaire de Moridach sur Donat, 13. Un petit livre qui contient tous les titres de Térence, 14. Exposition sur les dix Églogues de Virgile et les Géorgiques, 15. Un Eutychius, 16. Un petit livre appelé Martinellus, 17. Un glossaire alphabétique, 18. Un glossaire tiré des Noces de Philologue de Martianus, 19. Le De Metrica ratione de Bède, 20. Histoire d'un certain Fréculf de Lisieux, 21. Déclinaisons, 22. Expositions d'Haymon sur l'Épitre de Paul aux Romains, 23. Extraits des livres de Pompeius Festus. »

#### Multiplication des échanges
Grâce à deux siècles de relative stabilité politique, les moyens de communication sont facilités en comparaison avec les siècles antérieurs : les déplacements sont plus aisés, et les influences extérieures à l'Occident se font par conséquent de mieux en mieux sentir : influences gréco-byzantines, comme en témoigne le mariage d'Otton II avec Théophano en 972, et influences arabes, essentiellement via l'Espagne musulmane. Les contacts avec le comté de Barcelone notamment jouent un rôle essentiel : les lettrés affluent à la cour de Borrell II (qui compte notamment le jeune Gerbert de 967 à 970), à Ripoll ou à Vich.
Enfin, des influences juives existent aussi, la diaspora comptant des membres éminents comme Guershom, « lumière de l'exil » (Meor haGola), qui enseigne à Mayence puis à Metz et dont l'influence permettra l'émergence de figures comme Rachi.

## Foyers d'études en Occident

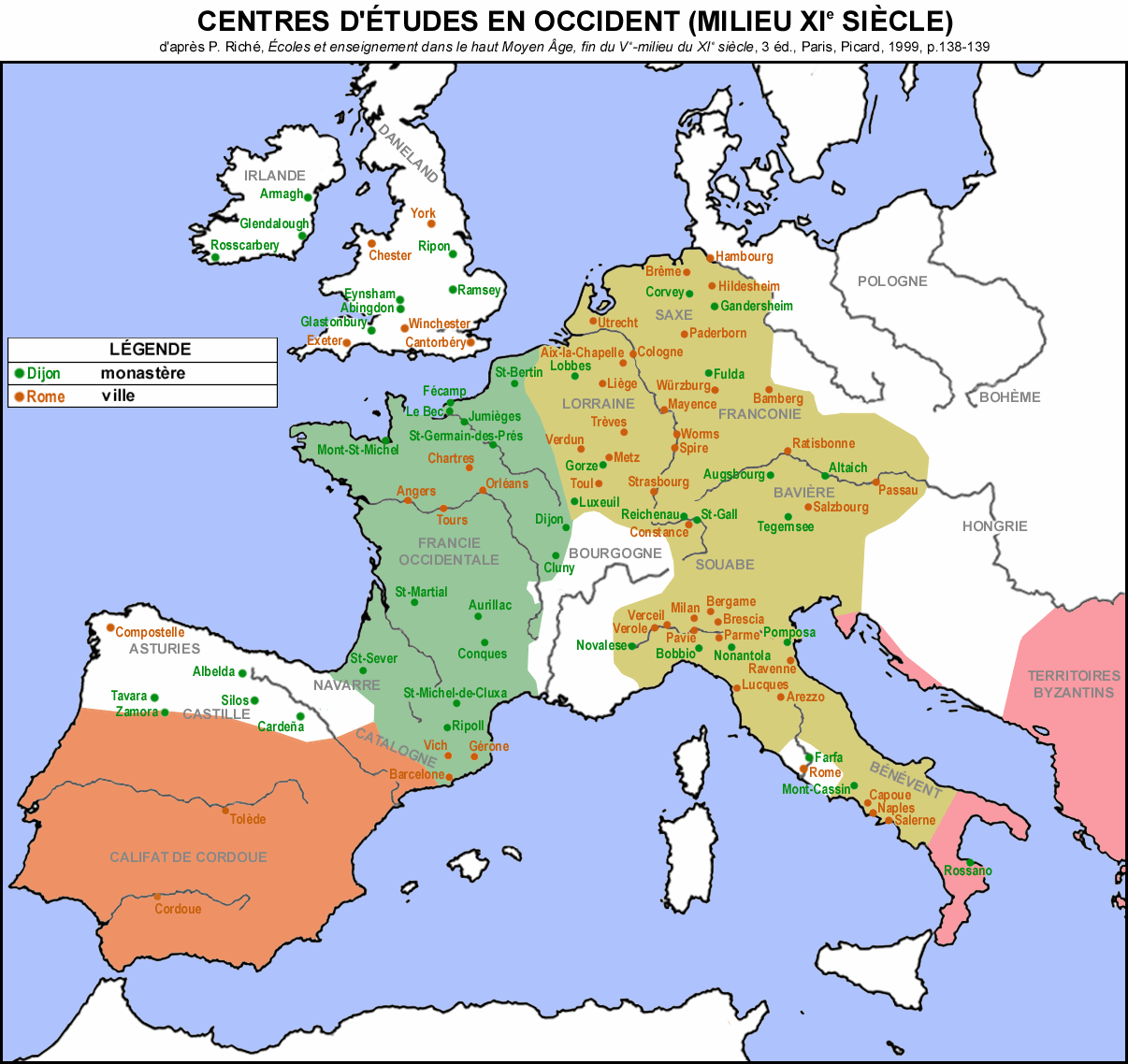
Les foyers d'études en Occident au milieu du XIe siècle.

La carte des principaux centres scolaires monastiques et épiscopaux d'Occident évolue assez peu entre la fin du IXe siècle et le début du XIe siècle. Les principaux foyers restent les mêmes, bien que certains centres émergent, notamment dans des régions à l'activité culturelle croissante (Germanie, Catalogne).

### Germanie
Au sud de la Germanie (redevenue Empire à partir de 962), l'école de Saint-Gall demeure un centre incontournable grâce à des maîtres remarquables : Ekkehard Ier, auteur d'une épopée de Waltarius, Notker le Physicien, Ekkehard II, puis deux disciples brillants de ce dernier, Burchard, abbé de Saint-Gall entre 1003 et 1022, et Notker Labeo, qui fait surtout œuvre de traducteur des classiques en allemand. Ekkehard IV lui succède, dont l'œuvre principale, le Casus Sancti Galli, récapitule l'histoire des maîtres de Saint-Gall depuis la fin du IXe siècle. L'école décline dans la moitié du XIe siècle en raison d'une réforme de l'abbaye. Reichenau connaît un sort plus instable, avec un certain déclin, avant que l'abbatiat de Witigowo (surnommé « Abbas Aureus »), entre 985 et 997, ne permette à l'abbaye de retrouver sa grande réputation, notamment par la production de manuscrits de luxe sous Otton III et Henri II. Puis l'abbé Bernon (1008-1048), élève d'Abbon, compte parmi ses disciples Hermann Contract, l'un des savants les plus complets de son temps, dont les traités sur l'astrolabe, le calcul et la musique sont célèbres. L'abbaye ne compte plus de savants après sa mort en 1054.
En Bavière, Tegernsee, dont la bibliothèque est enrichie par l'abbé Gozpert, accueille notamment le poète et traducteur Fromond de Tegernsee. Plus au nord, Ratisbonne, sous l'abbé Ramwold (975-1001), comprend une école dirigée par le moine Hartwich (formé à Chartres) dont l'enseignement est axé autour des arts libéraux, et un scriptorium produisant des manuscrits de luxe.
En Saxe, Otric (connu pour sa controverse avec Gerbert en 980, à Ravenne, sur la classification des connaissances) enseigne à l'école épiscopale de Magdebourg. L'école épiscopale de Hildesheim est florissante sous Bernward, connu pour ses travaux et futur précepteur d'Otton III. Au XIe siècle, Hildesheim reste une école active, tandis que se développent plus au sud les écoles de Bamberg (nouvel évêché créé par Henri II et doté dès l'origine d'une riche bibliothèque issue de la bibliothèque impériale) et de Worms (rivale de Wurtzbourg).

### Lotharingie
La Lotharingie demeure riche en centres d'études monastiques et épiscopaux. Echternach est connu pour sa bibliothèque. Cologne devient un centre d'études grâce à Brunon : son école forme les évêques Thierry de Metz, Wigfrid de Verdun et Gérard de Toul. Liège (évêché de la province de Cologne), dont l'école est déjà active sous Étienne (901-920), Rathier (953-955) et Éracle (959-971) devient « l'Athènes du Nord » sous Notger (972-1008). Celui-ci veille également à l'abbaye de Lobbes (comme Éracle qui en était aussi l'abbé), et en confie la direction à ses amis Folcuin, puis Hériger, poète, hagiographe, théologien, homme de sciences, et ami de Gerbert. L'écolâtre Egbert, formé par Notger, compose un manuel intitulé Fecunda ratis (le « navire rempli »), recueil de poèmes religieux et moraux. Des élèves de Fulbert de Chartres s'installent à Liège au début du XIe siècle, notamment Adelman qui chante dans un poème la cité « nourrice des arts supérieurs ». Wazon y est l'écolâtre avant de devenir évêque en 1042, son successeur est Adelman, puis Francon, auteur d'un célèbre traité sur la quadrature du cercle.

### France
En France, trois écoles dominent, chacune liée à un maître reconnu : Fleury, Reims et Chartres. 
Fleury gagne en notoriété grâce à Abbon, écolâtre à partir de 965, puis abbé en 988 après un bref séjour à Ramsey, en Angleterre. À ce dernier succède l'abbé Gauzlin dont la vie nous est connue grâce à une biographie de son disciple André de Fleury, selon qui « le sol de Fleury n'était rien d'autre que le torrent des arts libéraux et le gymnasium de l'école du Seigneur ». 
Reims doit sa réputation à Gerbert, qui y enseigne à partir de 972 avant de devenir archevêque de 991 à 997. 
Chartres enfin est reconnu grâce à Fulbert, écolâtre vers 1004 puis évêque en 1007, par ailleurs conseiller réputé d'Hugues Capet puis de Robert II. Il laisse une riche correspondance, des sermons et des poèmes. On compte parmi ses élèves Bérenger de Tours, Hartwic de Saint-Emmeran et Adelman de Liège, qui se souvient de lui comme d'un « vénérable Socrate » à la tête de « l'Académie de Chartres ».
On peut également citer Saint-Martial de Limoges, abbaye liée à Fleury, où s'illustre Adémar de Chabannes (auteur de poèmes et sermons, historien et même illustrateur de ses propres ouvrages) ; le Mont-Saint-Michel au scriptorium actif ; Fécamp où l'abbé Jean compose son œuvre théologique méditative à l'influence durable ; Saint-Riquier dont l'abbé Angilram (†1045), disciple de Fulbert, connaît la grammaire, la musique et la dialectique ; ou encore Saint-Bertin qui échange manuscrits et maîtres avec les écoles anglaises.

### Angleterre
En Angleterre, les écoles sont réorganisées par trois évêques : Dunstan, archevêque de Cantorbéry (959-988), Æthelwold, évêque de Winchester (963-984) et Oswald, évêque de Worcester et archevêque d'York (961-992). Les maîtres les plus réputés au début du XIe siècle sont Ælfric d'Eynsham et son disciple Ælfric Bata, auteurs de manuels de conversation latine sous forme de dialogues, et Byrhtferth, élève d'Abbon lors de son séjour à Ramsey, et auteur d'un manuel en latin et en vieil anglais.

### Régions méditerranéennes
L'activité scolaire est moins intense près de la Méditerranée. En Catalogne, stimulée par les influences arabes, des lettrés et savants — dont Gerbert — sont formés à Barcelone, Vich et Ripoll. Ce dernier monastère est la plus grande école d'Espagne, notamment au XIe siècle sous Oliva, qui en est abbé avant de devenir évêque de Vich.
En Italie, les écoles sont peu actives jusqu'au début du XIe siècle. L'abbatiat de Gerbert à Bobbio (983-984) est trop bref et troublé par les problèmes administratifs pour qu'il donne lieu à un enseignement fructueux. Les écoles urbaines se développent cependant dès les alentours de l'an mille, notamment à Parme, où sont éduqués le prolifique Pierre Damien et Anselme de Besate, auteur d'une Rhetorimachia qui rejoint ensuite l'Allemagne. Lanfranc est lui formé dans sa ville natale et capitale du royaume, Pavie, où il apprend les arts libéraux et le droit avant de devenir un maître remarquable en Normandie. Des écoles vivent également à Novare, à Vérone, à Crémone.
Plus au sud, les écoles renaissent à Arezzo sous l'évêque Théodald, qui accueille vers 1030 le fameux musicien Gui d'Arezzo, surtout connu pour sa « solmisation » et l'invention de la « main guidonienne ». Les écoles renaissent aussi sous l'influence des ducs de Naples, de Capoue, de Salerne où s'illustre l'évêque Alphane, poète, imitateur des auteurs antiques, également intéressé par la musique, l'astronomie et la médecine. Ce dernier est formé au Mont-Cassin, qui retrouve son prestige sous l'abbé Théobald (†1035), avec des figures comme Laurent, futur évêque d'Amalfi (à partir de 1030), auteur en tant que moine d'un florilège d'œuvres poétiques païennes et chrétiennes comprenant aussi des textes de Boèce et des œuvres scientifiques, destiné aux écoliers.
L'Italie forme d'autres noms encore : Yves le Rhéteur, le philosophe et dialecticien Drogon, ou encore le grammairien Papias, dont le glossaire connaît un rapide succès en Occident.

## Contenu de l'enseignement

### L'enseignement selon Abbon et Gerbert
Selon les mots de Pierre Riché, « deux noms symbolisent le mieux cette renaissance, ceux d'Abbon, abbé de Fleury, et de Gerbert, écolâtre de Reims, plus tard pape de l'an mille ». Presque exacts contemporains, tous deux nés vers 940, morts en 1003 pour Gerbert et en 1004 pour Abbon, ils sont tous deux « des savants exceptionnels qui laissèrent des œuvres importantes et formèrent de nombreux disciples ».

#### Abbon de Fleury
Né à Orléans, Abbon est présenté très jeune (avant 950) par ses parents à l'abbaye de Fleury (Saint-Benoît-sur-Loire). Il séjourne à Paris et à Reims pour parachever son apprentissage, et revient à Fleury comme écolâtre, vers 965. Il séjourne au monastère anglais de Ramsey entre 985 et 987, mais revient à Fleury pour en devenir l'abbé en 988. Engagé pour la défense des droits de son monastère et contre les abus (simonie, possession de biens ecclésiastiques par des laïcs), il est le conseiller de Robert II et mène pour ce dernier deux ambassades à Rome, en 995 et en 997. Il obtient à l'occasion de celles-ci un privilège pour son abbaye. En 1004, alors qu'il se rend au monastère de La Réole, pour inspecter cette dépendance gasconne de Fleury, il y est assassiné par les moines révoltés. La vie d'Abbon nous est notamment connue grâce à sa biographie rédigée par son disciple Aimoin.
L'enseignement d'Abbon de Fleury nous est notamment connu grâce aux œuvres pédagogiques qu'il a laissées, en particulier ses Quaestiones grammaticales, recueil de réponses à des questions grammaticales posées par ses élèves à Ramsey, et des traités sur la dialectique et les sciences traduisant un intérêt novateur pour ces disciplines. Aimoin rappelle ainsi l'œuvre de maître d'Abbon :

« Comme il atteignait le sommet de la science, on lui demanda d'en faire bénéficier les autres et il eut la charge d'écolâtre.

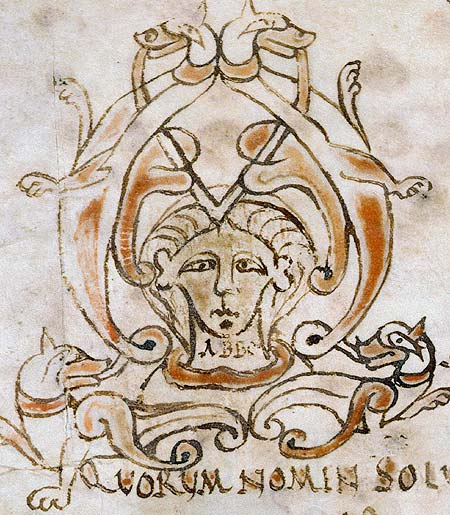
Représentation stylisée d'Abbon dans un manuscrit des Catégories d'Aristote et du De syllogismis hypotheticis d'Abbon (Fleury, vers 962-986, folio 62).

« Il apprit aux élèves pendant plusieurs années la lecture et le chant avec tant de soin qu'il se réjouissait ouvertement que les sommes qui lui avaient été créditées augmentaient ses gains. Désirant percer les autres secrets de la science et fréquenter les différentes officines de la sagesse, ayant déjà été initié à la grammaire, l'arithmétique et la dialectique, il voulut ajouter la connaissance des autres arts. C'est pourquoi il se rendit aux écoles de Paris et de Reims pour entendre les philosophes qui y enseignaient. Il étudia quelque temps près d'eux mais il n'y réussit pas autant qu'il aurait souhaité.

« De retour à Orléans, il se mit en relation avec un clerc qui fort secrètement, à cause des envieux et non sans une grosse somme d'argent, l'initia à la douceur de l'art musical. Dès lors, possédant ceux des arts que l'on nomme libéraux, il dépassait tous ses contemporains par la science. Restaient la rhétorique et la géométrie, qu'il ne posséda jamais parfaitement comme il l'aurait voulu, mais auxquelles il ne demeura pas complètement étranger. En effet, au sujet de la fécondité de la rhétorique, il avait lu [les écrits de] Victorinus, que Jérôme, le traducteur de la Loi divine, se glorifie d'avoir eu pour précepteur. Et sa connaissance des multiples calculs géométriques était loin d'être médiocre, de sorte qu'après qu'il eût saisi activement toutes ces choses avec la vivacité de son intelligence, leurs ouvrages lui étaient accessibles. »

#### Gerbert d'Aurillac
Auvergnat issu d'un milieu modeste, Gerbert entre comme oblat au monastère Saint-Géraud d'Aurillac avant de rejoindre la Catalogne entre 967 et 969. En 970, il séjourne à Rome où il rencontre Otton Ier. Il devient en 972 écolâtre de Reims sous l'archevêque Adalbéron. Son enseignement fait bientôt de lui l'un des savants les plus réputés d'Occident.
À partir des années 980, le destin de Gerbert le rapproche progressivement des Ottoniens. Brièvement abbé de Bobbio grâce à Otton II, en 983, il revient à Reims avec l'ambition de succéder à Adalbéron. Hugues Capet (à l'élection duquel il contribue) lui préfère Arnoul (fils bâtard du roi Lothaire), mais ce dernier est déposé en 991 et Gerbert lui succède dans un certain désordre : le pape ne reconnaît pas son élection et Gerbert doit se réfugier en 997 auprès d'Otton III qui, à 14 ans, profite de l'enseignement du maître. L'Empereur installe Gerbert au siège archiépiscopal de Ravenne en 998, et surtout sur le trône pontifical en 999, sous le nom de Sylvestre II. Symbolisant la mainmise impériale sur la papauté, Gerbert disparaît un an après Otton III, mort en 1002.
L'écolâtre de Reims doit en partie sa réputation au plus illustre de ses élèves, Richer, qui lui réserve une large place dans son Histoire en quatre livres. Richer se souvient en ces termes de l'enseignement de base de Gerbert, marqué par une culture humaniste mêlant de nombreuses références classiques, mais aussi par un goût neuf pour la dialectique :

« Comment il prépara ses élèves à l'étude de la rhétorique.

Il lut aussi et expliqua avec fruit quatre livres sur les diverses espèces de raisonnement, deux sur les syllogismes catégoriques, trois sur les hypothétiques, un sur les définitions, et un sur les divisions. Après quoi il voulait faire passer ses élèves à la rhétorique ; mais il craignit que, sans la connaissance des formes de style particulières à la poésie, ils ne pussent atteindre à l'art oratoire. Il prit donc les poètes avec lesquels il jugeait bon de les familiariser, lut, commenta Virgile, Stace et Térence, les satyriques Juvénal, Perse et Horace, l'historiographe Lucain ; et, quand ses disciples furent faits à ces auteurs et à leur style, il les initia à la rhétorique.

Pourquoi il leur donna un sophiste.

La rhétorique terminée, il les confia à un sophiste, pour qu'il les exerçât à la controverse, et qu'ils apprissent à manier le raisonnement avec un art qui ôtât tout soupçon de l'art, ce qui semble être pour l'orateur le plus haut degré de perfection. »

### Les nouveautés: la dialectique et les sciences
Le contenu de l'enseignement n'est donc pas fort différent de l'enseignement carolingien. Deux évolutions le caractérisent néanmoins : l'enseignement du trivium laisse une place de plus en plus importante à la dialectique, et le quadrivium fait l'objet d'un intérêt plus marqué.

#### La dialectique
Alors que jusqu'ici la logica vetus (constituée des traductions par Boèce d'Aristote et Porphyre et des Topiques de Cicéron) demeurait la base de l'enseignement dialectique, la discipline est stimulée à la fin du Xe siècle par la redécouverte d'écrits de Boèce grâce aux échanges avec l'Empire byzantin : les Syllogismes catégoriques et les Syllogismes hypothétiques, qui s'ajoutent alors à ses Définitions et à ses Divisions.
Gerbert connaît ces livres, et se fait remarquer par sa maîtrise de la dialectique lors de la dispute de Ravenne contre Otric, en 980, et dans son traité De rationalis et ratione uti (Du rationnel et de l'usage de la raison), composé en 997 et dédié à Otton III. Abbon, de son côté, commente ces œuvres de Boèce à travers deux traités appréciés de son élève Aimoin, qui dit de son maître qu'« il a défait très clairement certains nœuds des syllogismes dialectiques (...) ».
Fulbert connaît les travaux d'Abbon, et plus encore de Gerbert : le manuscrit 100 de la bibliothèque municipale de Chartres, florilège d'œuvres de dialectique datant de Fulbert et probablement issu de sa bibliothèque, se présente en effet comme un florilège contenant l'Introduction de Porphyre, les Catégories d'Aristote, la Distinction entre la rhétorique et la dialectique de Fulbert lui-même, les Topiques de Cicéron, le Peri Hermeneia d'Aristote, trois commentaires de Boèce et le De Ratione écrit par Gerbert en 997,. Le maître chartrain développe également l'enseignement de la dialectique, de mieux en mieux maîtrisé au XIe siècle commençant, comme par l'abbé Maïeul de Cluny.

#### Les sciences

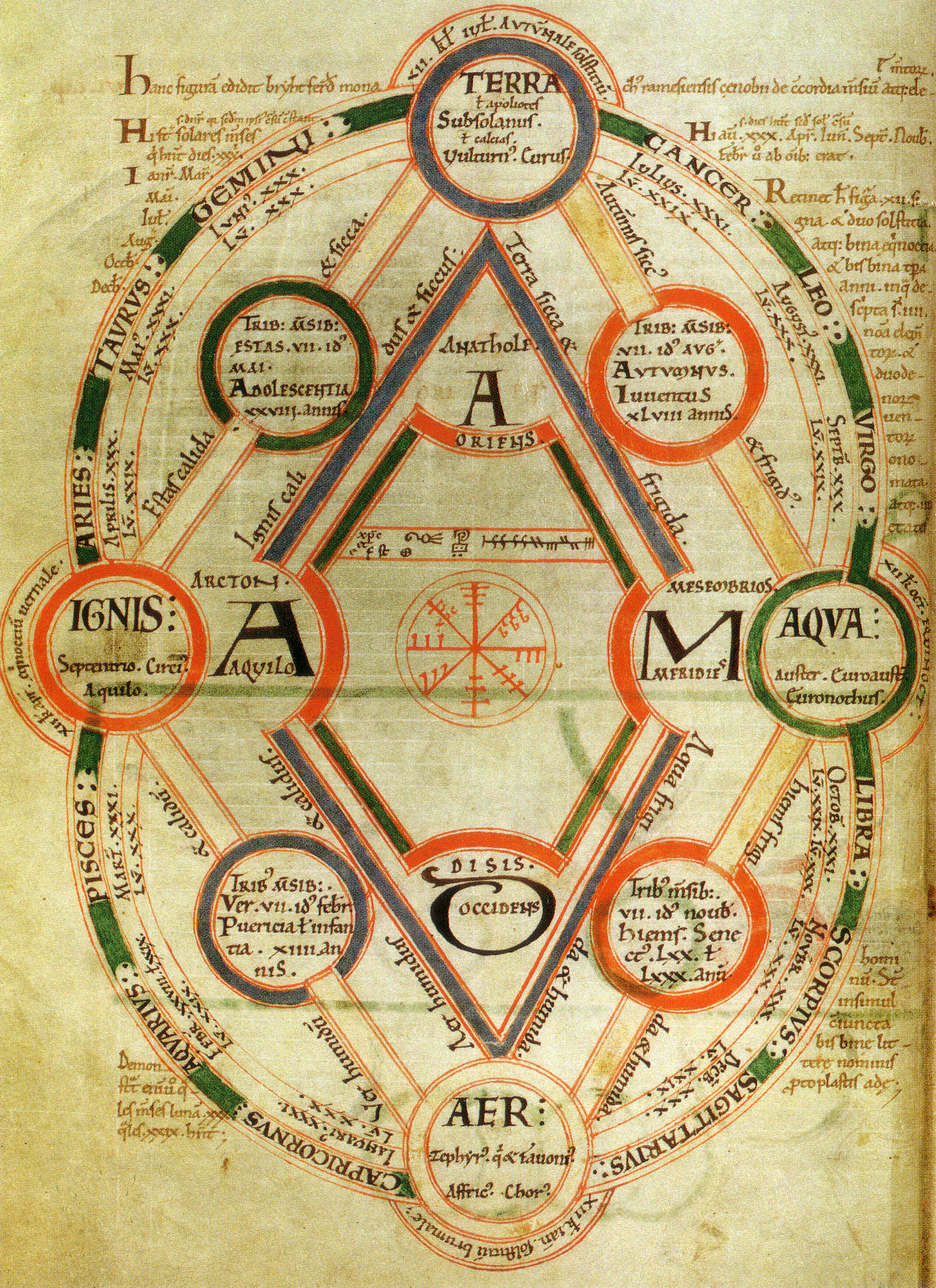
Représentation des mystères de l'univers dans lEnchiridion de Byrthferth : le diagramme présente les points cardinaux, les quatre éléments, les saisons, les âges de la vie, et les signes du zodiaque. Angleterre, vers 1080, Oxford, St. John's College Library.

L'intérêt croissant pour les disciplines du quadrivium est une réalité que semblent traduire, là aussi, les enseignements des principaux érudits de leur temps.
L'enseignement scientifique d'Abbon est évoqué par Aimoin dans sa Vie d'Abbon : « (...) Il exposa des cycles à la manière de tables, des calculs du comput variés et plaisants. Il consigna également par écrit ses exposés sur les trajectoires du soleil, de la lune et des planètes, pour les léguer à la postérité. » Précisément, Abbon laisse plusieurs traités d'astronomie, un catalogue des étoiles et un commentaire du Calculus de Victorius d'Aquitaine qui lui permet d'établir un calendrier julien perpétuel. Il ignore cependant les innovations mathématiques d'origine arabe.
L'enseignement de Gerbert dans les disciplines scientifiques du quadrivium est mieux connu. Richer relate longuement les méthodes de Gerbert en matière d'arithmétique, de musique et surtout d'astronomie :

« Il commença par enseigner l'arithmétique (...), puis il travailla à répandre la connaissance de la musique (...) en disposant les différents genres sur le monocorde, en distinguant les consonances ou symphonies en tons et demi-tons, en ditons et en dièses, et en distribuant méthodiquement les sons en divers modes.
(...) Il ne sera pas non plus hors de propos de dire toute la peine qu'il prit à expliquer l'astronomie ; en admirant la sagacité d'un si grand homme, le lecteur sera à même d'apprécier les ressources de son génie. (...) Il figura d'abord le monde par une sphère en bois plein, qui, dans ses petites proportions, offrait l'image exacte de la nôtre. Il plaça la ligne des pôles dans une direction oblique par rapport à l'horizon, et plus près du pôle supérieur représenta les constellations du nord, près de l'inférieur celles du midi. Il détermina cette position au moyen du cercle, que les Grecs appellent horizon, les Latins limitans ou determinans, parce qu'il sépare ou limite les astres qu'on voit de ceux qui sont invisibles. Sa sphère ainsi placée sur l'horizon, de façon qu'il pût démontrer d'une manière pratique et convaincante le lever et le coucher des astres, il initia ses disciples au plan de l'Univers et leur apprit à reconnaître les constellations. Car il s'appliquait dans les belles nuits à étudier les étoiles et les faisait remarquer, tant à leur lever qu'à leur coucher, obliquant sur les diverses parties de la terre. »

Outre le monocorde pour la musique et la sphère terrestre, Gerbert construit d'autres sphères pour l'étude des planètes et des constellations, ainsi qu'un abaque, une table à calculer, pour l'enseignement du calcul et de la géométrie :

« Gerbert ne donna pas moins de soin à l'enseignement de la géométrie. Pour préparer les voies à l'étude de cette science, il fit construire par un armurier un abaque, c'est-à-dire une tablette, disposée pour le calcul ; cette tablette était divisée en vingt-sept colonnes longitudinales, où il plaça les neuf chiffres qui lui servaient à exprimer tous les nombres. En même temps il fit exécuter en corne mille caractères semblables, qui, disposés dans les vingt-sept compartiments de l'abaque, donnaient la multiplication et la division de toute sorte de nombres, et cela avec une telle rapidité que, eu égard à l'extrême étendue de ces nombres, il était plus facile de s'en faire une idée que de les exprimer. Celui qui voudra connaître à fond ce système de calcul, n'a qu'à lire l'ouvrage que Gerbert adresse au grammairien Constantin ; il y trouvera la matière amplement et convenablement traitée. »

Ces échanges avec son disciple Constantin, moine de Fleury, constituent en fait l'essentiel du legs scientifique de Gerbert. Cette correspondance porte effectivement sur l'arithmétique et l'utilisation de l'abaque. Il faut y ajouter une lettre sur la confection des sphères destinées à l'apprentissage de l'astronomie. La géométrie est par ailleurs l'objet d'un autre traité de Gerbert. Les connaissances scientifiques étendues de Gerbert ont justifié qu'on lui attribue l'introduction en Gaule des chiffres Ghûbar (chiffres arabes, sans le zéro), mais cette hypothèse reste discutée.
Fulbert reprend l'abaque de Gerbert, et enseigne à ses élèves la géométrie. Dans ses poèmes sur les signes du zodiaque, il fait également allusion à l'astrolabe, et est le premier à introduire de manière attestée la numérotation arabe. Les avancées de Gerbert et de Fulbert semblent cependant assez isolées : il faut attendre le Liber abaci de Fibonacci (composé en 1202 et revu en 1228), et les traductions d'al-Khwarizmi par Gérard de Crémone au XIIe siècle, pour assister à la diffusion du système décimal positionnel en Occident.

## Protecteurs et mécènes de la vie culturelle et artistique

### Les Ottoniens et la culture
Ottonienne, la renaissance du Xe siècle l'est bel et bien en raison du rôle des Ottoniens dans le renouveau culturel, par ailleurs en phase avec la renovatio imperii et son inspiration carolingienne : comme le note Pierre Riché, « les rois de Germanie, à l'imitation des Carolingiens, attirent et protègent les lettrés pour des raisons personnelles et politiques ». Otton Ier s'entoure ainsi de lettrés, en particulier son frère Brunon, son conseiller le plus proche qu'il fait archichapelain puis évêque de Cologne. D'autres lettrés viennent des grands monastères de Germanie (Saint-Gall, Fulda, Reichenau) ou de l'Italie récemment conquise dont proviennent les maîtres Étienne de Novare et Gunzo. Otton II poursuit cette politique : il organise notamment la fameuse dispute de Gerbert contre Otric, sur le thème de la classification des connaissances, à Ravenne, en 972. Son discours inaugural, rapporté par Richer, témoigne de son amour pour l'étude :

« La science humaine, je le crois, se perfectionne par la méditation et l'étude, chaque fois qu'une question bien posée devient l'objet des savantes discussions d'hommes éclairés. Car, si notre esprit s'engourdit souvent dans le loisir, quelqu'un vient-il à le réveiller par des questions, il se détermine bientôt à des méditations fort utiles. C'est ainsi que le génie a enfanté la science ; c'est ainsi que ses découvertes, confiées aux livres, servent à notre instruction. Accueillons donc, nous aussi, quelque sujet de discussion de nature à élever notre esprit et à le conduire plus sûrement à la vérité. Ainsi revoyons aujourd'hui même ce tableau des parties de la philosophie qu'on nous a montré l'année dernière. Que tout le monde l'examine avec attention, et que chacun dise ce qu'il pense pour ou contre. S'il n'y manque rien, qu'il reçoive votre approbation unanime, mais, s'il vous semble défectueux, qu'on le condamne ou qu'on le rectifie. »

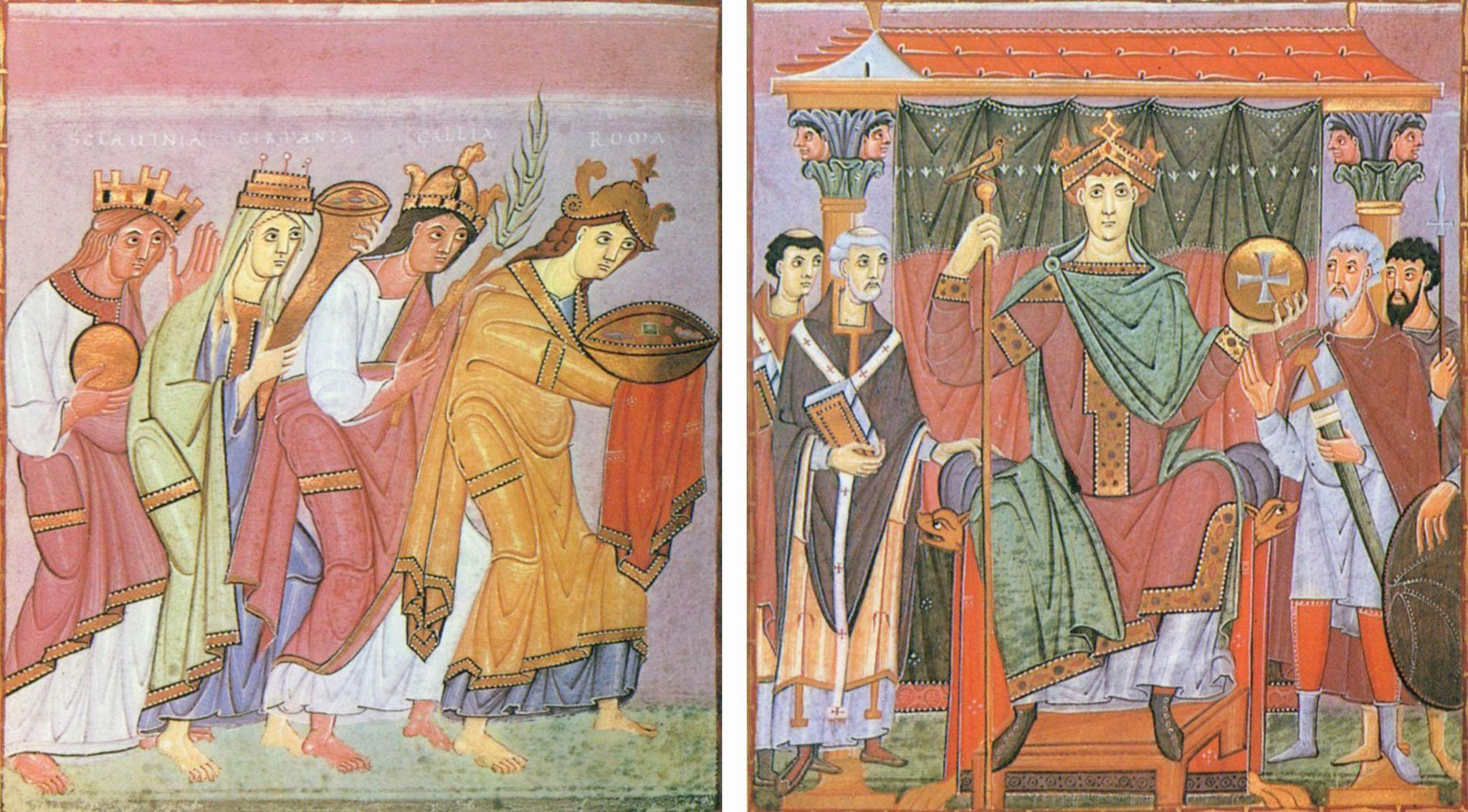
La Slavonie, la Germanie, les Gaules et Rome rendent hommage à Otton III, Évangéliaire d'Otton III, Reichenau, fin Xe siècle, Munich, Bibliothèque de l'État de Bavière.

Son mariage avec la Byzantine Théphano comprend également d'importantes implications culturelles : princesse cultivée, elle est accompagnée de clercs et artistes grecs, qui construisent notamment la chapelle Saint-Barthélemy de Paderborn. L'influence byzantine est également incontestable sur l'art ottonien, à travers des manuscrits et des objets de luxe (tissus, ivoires) exécutés pour l'empereur et les grands. L'instruction d'Otton III, à la hauteur de cet environnement, est conduite par Willigis (archevêque de Mayence), Bernward (futur évêque de Hildesheim), et Jean Philagathos (chapelain de Théophano et futur archevêque de Plaisance), qui l'initie au grec. À l'adolescence, en 996, Otton III décide de s'attacher les services de Gerbert, qui quitte donc Reims et ses tourments et initie l'empereur à l'arithmétique, à la musique et à la philosophie. Il dédie d'ailleurs à Otton III son De rationalis et ratione uti, qui ambitionne de guider les actions de l'empereur par l'usage de la raison et de la philosophie. L'introduction du traité a par ailleurs les inflexions d'un hymne à la renovatio imperii :

« Nôtre, nôtre est l'empire romain ! L'Italie riche en fruits, la Gaule et la Germanie fécondes en guerriers donnent ses forces, et les puissants royaumes des Scythes [c'est-à-dire des slaves] ne nous manquent pas non plus. Tu es bien nôtre, César, empereur auguste des Romains, qui, né du sang le plus prestigieux des Grecs, surpasse les Grecs par l'empire, commande aux Romains en vertu de ton droit héréditaire, distance les uns et les autres par le génie et l'éloquence. »

La bibliothèque des Ottoniens est particulièrement riche, comme on le sait grâce à la liste des livres offerts par Henri II : ce dernier fait ainsi don de différents manuscrits de Boèce (De arithmetica ayant appartenu à Charles le Chauve), de Tite-Live, de Sénèque, de Justinien (Institutes), d'Isidore de Séville (De natura rerum), de Cassiodore (Institutiones), ainsi que de l'autographe de l'Histoire de Richer (offerte à l'empereur par Gerbert).
Les Ottoniens sont également des commanditaires de manuscrits de luxe, mais ne semblent pas avoir réuni des artistes à la cour : les manuscrits de luxe sont réalisés à Corvey, à Fulda, et surtout à Reichenau d'où proviennent l'évangéliaire d'Otton III et l'évangéliaire de Liuthar, aux représentations impériales de grande valeur pour leur soin et leur sens politique (Offrandes des quatre provinces de l'Empire, apothéose d'Otton III représentant en fait peut-être Otton Ier).
Enfin, certaines réalisations architecturales notables, dans le domaine religieux essentiellement, sont marquées par la double inspiration carolingienne et byzantine, et participent à l'émergence du roman. Otton Ier est ainsi à l'origine de la construction de la cathédrale de Magdebourg, mais c'est surtout sous Otton III qu'est réalisé le chef-d'œuvre de l'architecture ottonienne, Saint-Michel de Hildesheim, construction confiée au précepteur de l'empereur, l'évêque Bernward.

### Des protecteurs rares
Hormis les Ottoniens, les soutiens à la vie culturelle sont finalement assez rares. La Germanie reste la plus fertile en réalisations, grâce à la volonté des acteurs ecclésiastiques. Les foyers monastiques et épiscopaux, déjà mentionnés pour leurs écoles, sont en effet souvent également des centres de création artistique ou architecturale. À Reichenau, si Witigowo est plus souvent à la cour qu'à son abbaye, il fait néanmoins rétablir la nef de Sainte-Marie de Mittelzell et orner Saint-Georges d'Oberzell. Ratwold, abbé de Saint-Emmeran (975-1001) fait restaurer le Codex Aureus carolingien de l'abbaye.
Les archevêques des grandes métropoles de Germanie, souvent proches des empereurs, adoptent la même attitude. Egbert (977-993), archevêque de Trèves, ramène d'Italie le « maître du Registrum Gregorii » par lequel il fait réaliser le Registrum Gregorii, et commande à Reichenau le Codex Egberti qui le représente avec ses prédécesseurs. Brunon, archevêque de Cologne (953-965) soutient une école, et fonde le monastère Saint-Pantaléon, agrandi par ses successeurs ; Théophano y est enterrée en 991. Liège est embelli par Notger (972-1008), qui fait construire l'enceinte de la ville, des églises, restaure la cathédrale et le quartier des chanoines, et développe l'abbaye de Lobbes. Il soutient également des artistes, notamment des ivoiriers et le « maître du Registrum Gregorii » après la mort d'Egbert. À Mayence, Guillaume (954-968), fils d'Otton Ier, et Willigis (975–1011) stimulent la création : ce dernier fait construire une nouvelle cathédrale sur le modèle de Fulda, commande des manuscrits à Saint-Alban. De Mayence provient également, peut-être, la couronne impériale. Enfin, le cas de Hildesheim sous Berward montre « le type parfait des évêques impériaux actifs et cultivés » : l'église Saint-Michel, et les portes de la cathédrale de Hildesheim sont deux chefs-d'œuvre de l'art et de l'architecture ottonienne, tandis que des manuscrits de luxe sont exécutés sous sa commande pour la cathédrale ou pour Saint-Michel, dont un De mathematicalis inspiré de Boèce et Vitruve, qui témoignent de l'intérêt de Berward pour les questions architecturales et laissent imaginer le travail sous-tendant ses réalisations.

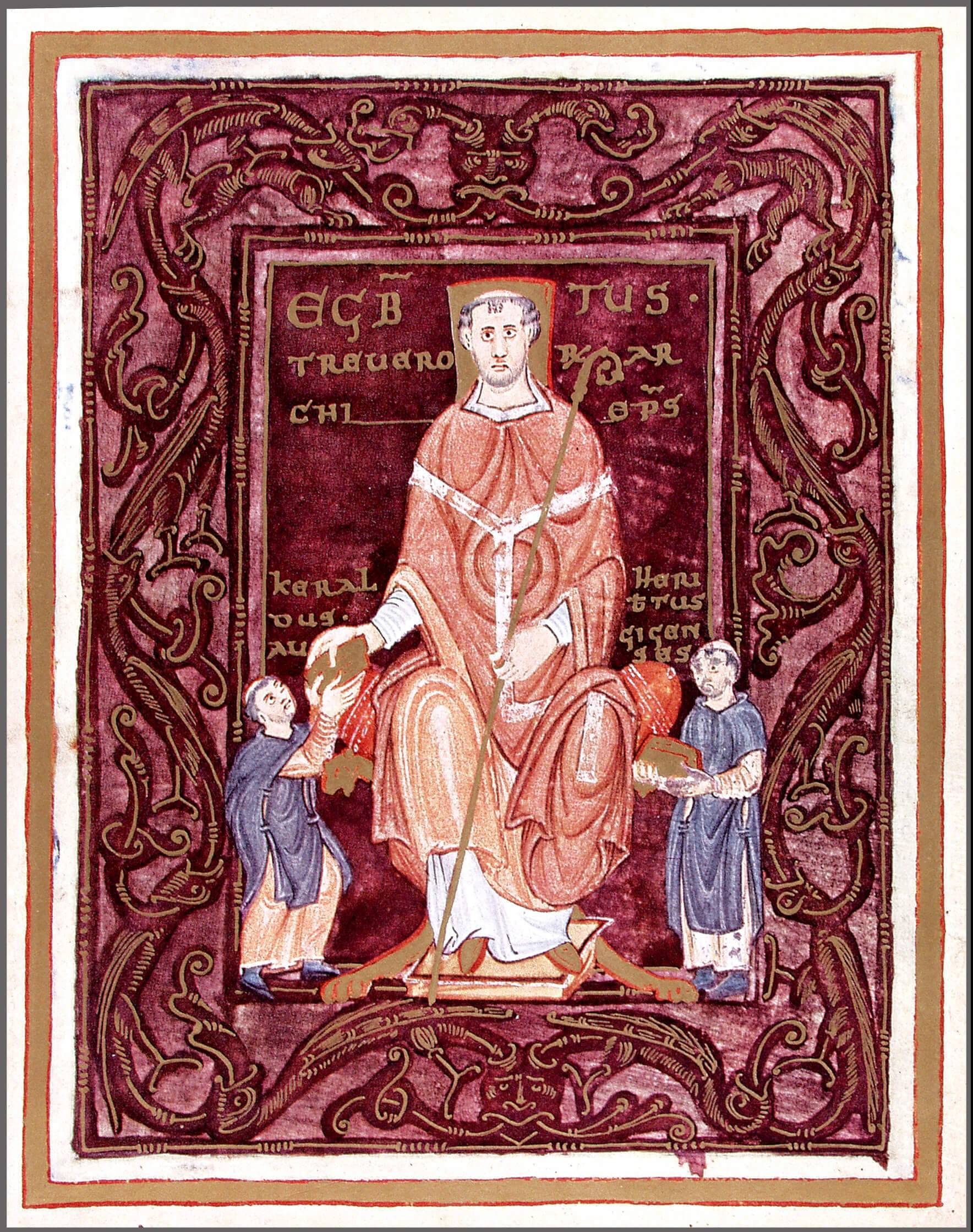
Egbert de Trèves représenté dans le Codex Egberti. Reichenau, fin Xe siècle, 10,3 × 13.3 cm, Trèves, Bibliothèque nationale.

En Italie, l'atelier d'ivoire de Milan est réputé pour ses œuvres destinées aux empereurs, mais c'est surtout à Rome qu'émerge un foyer culturel majeur. La ville elle-même se transforme au cours du Xe siècle (croissance démographique, nouveaux quartiers) et la « cité léonine » attire pèlerins, lettrés et artistes. De nombreux monastères sont restaurés, notamment Saint-Paul-hors-les-murs et Saints-Boniface-et-Alexis, sur l'Aventin, deux monastères repris par les clunisiens. L'église Saint-Sébastien est fondée par le médecin Pierre vers 977 et décorée de fresques : un synode y est réuni en 1001 par Otton III et Sylvestre II. Surtout, Otton III veut faire de Rome sa capitale, bien que sa mort en 1002 ne permette pas à ce rêve d'aboutir. Il fait notamment construire une église sur l'île Tibérine, où sont réutilisées des colonnes antiques, et où un puits sculpté représente l'empereur entouré d'évêques. Il fait aussi reconstruire une résidence sur le Palatin, à l'emplacement de l'ancien palais d'Auguste.
En Angleterre, depuis Alfred le Grand, la cour joue un rôle majeur dans la vie culturelle et intellectuelle. Æthelstan (924-939) collectionne reliques et manuscrits et initie la réforme des monastères. Le règne d'Edgar (959-975) est aussi celui de trois grands évêques : Dunstan de Cantorbéry, Oswald de Worcester et Æthelwold de Winchester. S'ils encouragent tous trois les écoles (études religieuses et désormais aussi arts libéraux) et font venir pour cela des maîtres du continent, ce n'est pas tout : Dunstan soutient aussi les ateliers de scribes et de peintres ; Oswald restaure les abbayes ; Æthelwold importe la liturgie depuis Corbie et y fait peindre des manuscrits copiés ou inspirés des créations carolingiennes ou ottoniennes (copies du Psautier d'Utrecht importé à la fin du Xe siècle). Le roi Edgar préside également en 970 la Regularis Concordia, règle unique pour le royaume, qui parachève la réforme monastique.
La France, enfin, ne connaît guère d'activité culturelle à la cour royale. On ne connaît guère que la préoccupation d'Hugues Capet, lui-même ignorant du latin, pour l'éducation de son fils qu'il confie à Gerbert en 972. En fait, les clercs lettrés fréquentent surtout l'entourage des aristocrates : Dudon de Saint-Quentin auprès de Richard de Normandie, Vitger auprès d'Arnoul de Flandre. Par ailleurs, l'une des initiatives religieuses majeures de la période reste également dénuée de lien avec la royauté : la réforme clunisienne.

## L'évolution de l'Église à l'époque de la renaissance ottonienne
Sans que l'on observe de rapport direct entre ces évolutions de l'Église, qui aboutiront à la réforme grégorienne, et la renaissance du Xe siècle elle-même (pas de rôle notable de la dynastie ottonienne, ni des principales figures lettrées du temps), il importe de souligner les perspectives qu'ouvre la réforme de l'Église alors ébauchée. Par ailleurs cette évolution est également à la source de la fracture que l'on notera bientôt entre le monde monastique et l'activité scolaire.

### Essor clunisien
Le Xe siècle voit l'émergence en France d'un monastère du Mâconnais, fondé en 909 ou 910, et qui devient le centre d'un réseau ecclésiastique appelé à s'étendre à l'ensemble de la chrétienté : « l'Église de Cluny » (Ecclesia cluniacensis), dont dépendent des abbayes et des prieurés au nombre croissant (on ne pourra parler d'« ordre » structuré qu'à partir du XIIIe siècle).
Il est à noter que le fondateur de Cluny n'est autre que Guillaume le Pieux, fils du puissant comte d'Auvergne Bernard Plantevelue, et petit-fils de Dhuoda. Guillaume confie la direction de l'abbaye à Bernon (†926), initiateur d'une réforme qui ambitionne de suivre la règle bénédictine et d'en retrouver la lettre. Son œuvre est poursuivi par l'abbé Odon (927-942), puis l'abbaye prend son essor sous les abbés Aymard (942-954), Maïeul, et surtout Odilon qui obtient un privilège d'exemption de Grégoire V (998), étendu par Jean XIX à toutes les dépendances clunisiennes quelle qu'en soit la localisation (1024). Ce développement se poursuit au XIe siècle, le nombre d'abbayes soumises à l'ordre passent de trente-sept à soixante-cinq, avec parmi les nouvelles Vézelay et Moissac.
Les clunisiens joueront un rôle incontournable dans le monachisme bénédictin jusqu'à la fin de la Renaissance du XIIe siècle, et même au-delà. La spiritualité clunisienne tend à restaurer la règle de saint Benoît, en insistant sur la célébration chorale de l'office, priorité qui rythme la vie monastique avant les aspects traditionnels de la retraite ou de l'isolement dans la cellule. Ceci fait de Cluny « la forme la plus cénobitique de la tradition bénédictine », et influe sur l'ensemble de la vie clunisienne, qui améliore l'alimentation pour répondre aux besoins de performance chorale, qui réduit la part du travail manuel, y compris dans les scriptoria : la bibliothèque de Cluny du Xe au XIIIe siècle est la plus riche en Occident après celle du Mont-Cassin, mais l'école monastique y restera d'une activité limitée.

### Urgence de la réforme à la fin duXesiècle
Le rôle de Cluny sera essentiel dans la réforme de l'Église connue sous le nom de réforme grégorienne, mais d'autres foyers agissent dans le même sens de façon spontanée : Brogne est fondé en 919 sous la règle bénédictine et mène la réforme en Belgique et en Flandre ; Gorze est réformé vers 933 et influe sur la Lorraine et, partant, sur le monachisme germanique ; Saint-Victor de Marseille est réformé par Honorat en 977 qui introduit la règle de Benoît.
Ces différents foyers réformateurs répondent à un besoin dont l'urgence se fait sentir avec une acuité grandissante. En effet, le Xe siècle voit se relâcher l'ordre public, ce qui entraîne une véritable « décadence morale et institutionnelle » de l'Occident, selon les mots de Jean Chélini. On assiste ainsi à la résurgence de pratiques païennes (culte des esprits, sorcellerie), à l'effondrement de la morale sexuelle et conjugale (répudiations, mariages multiples), au renouveau des ordalies les plus barbares dans l'exercice de la justice. Au sein de l'Église, on voit se généraliser la simonie, les Capétiens (Hugues Capet, Robert le Pieux) se livrent à un lucratif trafic de charges[à définir] épiscopales, et plus généralement les fonctions ecclésiastiques sont excessivement politisées dès le règne d'Otton Ier.
À cette dégradation de l'état interne de l'Église s'ajoute l'enjeu des nouvelles terres chrétiennes en Scandinavie, où elles sont confrontées à de grandes difficultés face aux résistances et coutumes païennes (voir Expansion du christianisme du Ve siècle au XVe siècle). La christianisation est relativement aisée au Danemark, avec la conversion du roi Harald et de son fils Sven vers 960, mais elle se déroule de façon plus progressive en Norvège, à travers les efforts des premiers rois chrétiens Haakon (938-961), Olaf Tryggvason (995-1000) et saint Olaf Haraldson (1014-1030), qui font appel à des missionnaires étrangers. En Suède, le christianisme pénètre avec plus de difficultés encore, à partir de la communauté de Birka (fondée en 865 et ranimée par une visite d'Unni de Hambourg, qui y meurt en 936) et de Sigtuna, débouchant sur la probable conversion du roi Olof Skötkonung vers 1008. La Bohême, enfin, est également convertie, avec la création du diocèse de Prague en 973 et la mission de l'ermite Gunther (†1045), ainsi que la Pologne (conversion de Mieszko en 966) et la Hongrie (baptême de Geyza et de son fils Étienne Ier en 985) : ces régions sont elles aussi confrontées au paganisme.

## Limites

### Un renouveau restreint
De cette « renaissance », qu'on la considère avant tout comme ottonienne, comme du Xe siècle, comme caractéristique des alentours de l'an mille, ou encore comme poursuite du renouveau carolingien, on perçoit partout les limites.
Limites géographiques, d'abord. La vitalité culturelle est en effet très contrastée entre la Germanie et le reste de l'Occident, ou encore entre le nord et le sud du continent, et le réseau scolaire est en réalité d'une densité fort variable. Des limites humaines aussi : les grands noms de la période ottonienne, au-delà des deux principaux — Abbon et Gerbert — sont notoirement moins nombreux et moins productifs que les générations exceptionnelles de lettrés de la période carolingienne, depuis Pierre de Pise jusqu'à Jean Scot Érigène. L'héritage quantitatif des Xe et XIe siècles n'est pas comparable à celui de la période carolingienne, et l'enseignement demeure avant tout basé sur les arts libéraux et les textes écrits ou redécouverts sous Charlemagne et ses successeurs.
Le désengagement des rois et des princes de l'enseignement et de la culture est une autre limite qui permet de distinguer plus nettement la période ottonienne des deux siècles qui l'ont précédée. Si cette remarque doit être tempérée pour ce qui concerne la Germanie, ce phénomène ne conduit pas moins à aggraver les disparités géographiques et réduire l'ampleur du renouveau, qui n'est presque plus que le fait des milieux ecclésiastiques :

« L'alliance entre le pouvoir et le monde savant clérical paraît rompue. L'Église d'ailleurs tombe aux mains des laïcs et le plus grand intellectuel du temps, Gerbert, ne s'intéresse pas du tout au petit royaume des Francs où il est pourtant né. Quant aux moines, ils s'éparpillent comme des volées de moineaux, emmenant en toute hâte reliques et manuscrits sous les coups des Danois, des Sarrasins ou des Hongrois. […] À partir de 911 la Normandie, et depuis 878 la Bretagne, perdent toute trace de culture. »

Ce renouveau qui s'étend donc des années 900 aux alentours de l'an 1030 doit donc être d'abord considéré comme une période de résistance de l'activité culturelle carolingienne (ce que traduit bien l'expression « Troisième renaissance carolingienne » retenue par Pierre Riché), dans un contexte plus instable, traversée par des périodes d'essor limitées dans le temps et dans l'espace. Une période qui conclut un temps long d'unification culturelle de l'Occident, et de gestation progressive de l'enseignement médiéval :

« Les fondations posées par les pionniers des VIe et VIIe siècles ont préparé l'édifice carolingien dont la finition a été assurée par les moines et les clercs du Xe siècle. Les institutions scolaires n'ont plus besoin de l'impulsion politique pour progresser et s'implanter. […] Quelle distance entre la culture à dominante religieuse et liturgique d'Alcuin et celle de Fulbert et de ses élèves ! […] Dans un monde unifié intellectuellement, bien au-delà des frontières du royaume, une intelligentsia cléricale qui se déplace librement d'une école à une autre et communique facilement grâce à une langue universelle, le latin d'église, va pouvoir faire progresser et répandre très vite toute innovation scientifique et pédagogique. Maintenant que le programme antique est appliqué du début jusqu'à la fin (ce qui n'avait pas été le cas sous l'Empire romain), les fruits de cet enseignement vont pouvoir apparaître. »

### Des lendemains difficiles
La dernière limite de la renaissance ottonienne concerne la pérennité du renouveau. En effet, l'épanouissement culturel majeur et remarquable du XIIe siècle ne suit pas immédiatement le renouveau du Xe siècle, même en considérant les débordements de ce dernier au-delà de l'an mille. Car le XIe siècle, traversé par des transformations politiques, sociales et économiques, est également une période de crise pour les écoles, et pour l'ensemble du monde intellectuel. La culture humaniste de l'époque carolingienne, riche de références classiques, disparaît ainsi au profit de doctrines moins rigoureuses, et souvent qualifiées d'hérétiques. Bérenger de Tours en est le représentant le plus frappant.

### Sources
- (la) Abbon de Fleury, « Œuvres », dans Patrologia Latina, vol. 139, col. 387-584 (lire en ligne)
- (la) Gerbert d'Aurillac, « Œuvres », dans Patrologia Latina, vol. 139, col. 57-350 (lire en ligne) (ou sur wikisource)

— Œuvres, éd. A. Olleris, Clermont/Paris, 1867
— Lettres, éd. Jules Havet, 1889 (ou Pierre Riché & Jean-Pierre Callu, Paris, Les Belles lettres, 1964-1967)
- (la) Fulbert de Chartres, « Œuvres », dans Patrologia Latina, vol. 141, col. 163-374 (lire en ligne)
- (la) Richer, « Historiarum Libri Quatuor », dans Patrologia Latina, vol. 138, col. 17-170 (lire en ligne)

— Historiarum Libri Quatuor, éd. et trad. A.-M. Poinsignon, Paris, 1855
— Historiarum Libri Quatuor, éd. et trad. Robert Latouche (Histoire de France), Paris, Les Belles Lettres « Classiques de l'histoire de France au Moyen Âge », 2 vol., 1930 et 1937, rééd. 1964 et 1967
- (la) Aimoin, « Œuvres », dans Patrologia Latina, vol. 139, col. 387-414 (Vita Abbonis) et 627-870 (lire en ligne)